# Buddhizmus a Közel-Keleten
A becslések szerint a Közel-Keleten közel 900 000 ember vallja magát buddhista vallásúnak. A buddhisták a közel-keleti térség lakosságának csupán alig több mint 0,3%-át teszik ki. Közülük sokan buddhista országokból érkezett munkások, akik Ázsiából költöztek a térségbe az elmúlt húsz évben (Kínából, Vietnámból, Thaiföldről, Srí Lankáról vagy Nepálból). Közéjük tartozik egy kis számú mérnök, cégvezető és menedzser, akik Japánból, Tajvanból, Hongkongból, Szingapúrból vagy Dél-Koreából érkeztek.

## Demográfia
A srí lankai és a thaiföldi vendégmunkások elsődleges vallása a théraváda buddhizmus. A Kelet-Ázsiából és Vietnámból érkezőknél a legjellemzőbb a mahájána buddhizmus, jóllehet közöttük vannak taoisták, konfucionisták és sintó hívők is. Dubajban (Egyesült Arab Emírségek) és Katarban, a srí lankai munkásoknak engedik, hogy megünnepeljék a Vészák ünnepet (több buddhista országban a buddhizmus legfontosabb ünnepe).

## Buddhizmus Szaúd-Arábiában
Az amerikai külügyminisztérium Nemzetközi Vallásszabadság 2007-es Jelentése alapján több mint 8 millió külföldi él és dolgozik Szaúd-Arábiában, beleértve a muszlim és nem-muszlim vallásúakat egyaránt.
A 400 000 srí lankai mellett Kelet-Ázsiából is van néhány ezer buddhista, akiknek a többsége kínai, vietnámi és thai. Szaúd-Arábia külföldi népességébe tartoznak még kis számban tibeti-nepáli emberek.
Összességében az ország népességének 1,5%-a buddhista. Ezzel Szaúd-Arábia adja a Közel-Kelet és az egész arab világ legnagyobb buddhista közösségét.

## Buddhista népesség országonként
Buddhisták százaléka a Közel-Keleten
| Ország                  | Népesség (2007) | Buddhisták %-a | Buddhisták összesen |
| ----------------------- | --------------- | -------------- | ------------------- |
| Egyesült Arab Emírségek | 4 444 011       | 5%             | 222 201             |
| Katar                   | 907 229         | 5%             | 45 361              |
| Kuvait                  | 2 505 559       | 4%             | 100 222             |
| Szaúd-Arábia            | 27 601 038      | 1,5%           | 414 016             |
| Bahrein                 | 753 000         | 1%             | 7 530               |
| Omán                    | 3 204 897       | 1%             | 32 049              |
| Izrael                  | 6 426 679       | 0,1%           | 6 426               |
| Libanon                 | 3 925 502       | 0,1%           | 3 926               |
| Törökország             | 71 158 647      | 0,1%           | 71 159              |
| Total                   | 285 194 911     | 0,32%          | 902 890             |